# Hyberis rugosus
Hyberis rugosus is een keversoort uit de familie somberkevers (Zopheridae). De wetenschappelijke naam van de soort werd in 1883 als Deinosoma rugosum gepubliceerd door John Obadiah Westwood.